# Фетус
Фетус (заметак) је нерођено младунче било којег кичмењака, нарочито сисара, после појављивања свих главних карактеристика потпуно развијене јединке. Код човека, овај стадијум почиње око осам недеља по зачећу. Стадијум фетуса, који карактерише убрзани раст и потпуни развој свих органа, завршава се рођењем.

## Активност фетуса
Растућа сложеност организма током феталног периода, повезана је са променама у нивоу његове активности. Фетус почиње да покреће главу и руке. У 10. недељи, на стимулацију длана фетус ће скупити прсте, а на додир табана савити ножне прсте. Током неколико наредних недеља, покрети тела постају све разноврснији и без запињања. Спонтани трзаји и ударци удова сада су праћени споријим савијањем трупа. До краја четвртог месеца, фетус је довољно велики да мајка може осетити његове покрете.
У 17. или 18. недељи након зачећа, покрети фетуса се значајно смањују. Ова промена у складу је са развојем виших региона мозга, који омогућава сложенију контролу активности. Како ови делови мозга сазревају, почињу да инхибирају примитивније активности централног нервног система које карактеришу мање зрео фетус. Ударци и савијање фетуса јењавају, и он постаје мање респонзиван на стимулацију. Овај период инхибиране активности наставља се до шестог месеца, када поново почиње тренд повећања феталне активности.
Како се приближава тренутак рођења, фетус постаје посебно активан, покрећући удове, мењајући положај, чак и сиса палац. У неким случајевима, активност фетуса је ендогена; тј. произлази директно из сазревања ткива организма. То је случај са покретима срчаног мишића. У другим случајевима, покрети су јасно егзогени; активност настаје као одговор на стимулацију из средине, као када се фетус нагло помери реагујући на јак звук.

## Функције феталне активности
До недавно, многи ембриолози су веровали да активност фетуса нема никакву улогу у његовом развоју. На пример, ембриолог Хамбургер тврдио је да су структура нервног система и обрасци понашања „резултат ауто-генеративних процеса раста и сазревања који су у потпуности детерминисани наслеђеним, унутрашњим факторима“. Према овом гледишту, активност фетуса нема адаптивну вредност за организам у развоју; она је просто споредни производ физичког раста.
Међутим, подаци откривени у последњим деценијама, неке од њих дао је сам Хамбургер, указују да је активност фетуса важна за његов развој. На пример, експерименти са ембрионима пилића, указују да је њихова активност кључна за нормалан развој удова. Под нормалним условима, кичмена мождина шаље много више неурона – нервних ћелија – за повезивање удова са мозгом, него што ће животињи бити потребно када успостави пуну координацију. Многи од ових неурона одумиру, док се остали успешно повезују са мишићима (Еделман, 1987, говори о овом процесу као о „неуралном дарвинизму“). Међутим, ако је ембрион пилета имобилисан уз помоћ лекова који паралишу његове мишиће, неће доћи до елиминације вишка неурона која прати неуро-мишићни развој. Резултати су катастрофални. У току само 1 или 2 дана, зглобови ембриона пилета бивају фиксирани у ригидну структуру, што говори о томе да су покрети неопходни за развој веза међу костима. 
Остаје много нејасноћа у вези са улогом феталне активности током пренаталног периода. Подаци указују да активност има значајну улогу код неких врста, али не код свих, а није било могуће прикупити директне податке од врста блиских Хомо сапиенс-у, јер је њихове ембрионе тешко, или немогуће, одржати у животу када им је поремећен развој. Међутим, јасно је да је људски фетус активан и осетљив на средину знатно пре рођења.

## Раст и развој фетуса
| Период развоја фетуса | Опис развоја у датом периоду |
| --------------------- | --- |
| Десета недеља         | Глава је подигнута. Унутрашњи органи налазе се на својим карактеристичним позицијама у организму. Кичмена мождина чини унутрашњу структуру. |
| Дванаеста недеља      | Мушки и женски пол могуће је споља разликовати. Почиње формирање крви у коштаној сржи. Очи добијају коначан облик. |
| Крај четвртог месеца  | Фетус личи на људско биће. Коса почиње да расте. Тело је израсло веће, у односу на главу. Код женског пола је могуће препознати материцу и вагину. Код мушког пола, тестиси су на позицији за касније спуштање у скротуме. Појавила се већина костију и настају зглобови. Постаје видљива подела између две половине мозга. Већина рефлекса је функционална, укључујући гутање и сисање. |
| Крај петог месеца     | Почиње да се формира масно ткиво, које ће одржавати топлоту новорођенчета. У мозгу долази до даљих диференцијација. Настале су све нервне ћелије које ће особа имати. Почиње омотавање нервних влакана, али неће бити готово до неколико година након рођења. |
| Крај шестог месеца    | Плућа почињу да стварају сурфацин, хемијски састојак који спречава њихов колапс. Линија између две мождане хемисфере је врло упадљива. |
| Крај седмог месеца    | Плућа су способна за дисање ваздуха, а нервни систем је довољно развијен да управља ритмичним покретима дисања. Формира се значајна количина масног ткива, изравнавајући наборе на кожи. Очи, које су до сада биле затворене, отварају се и реагују на светло. |
| Крај осмог месеца     | Кожа фетуса је глатка, а ноге и руке имају буцмаст изглед. Многи режњеви мозга су формирани, мада ће неки настати након рођења. |
| Девети месец          | Фетус постаје буцмаст, добијајући 50 процената своје тежине у последњем месецу. Како се рођење приближава, раст се успорава. Мозак постаје значајно више извијуган. Иако је фетус активан и има пуно рефлекса, нема доказа да кора великог мозга има утицај на његово понашање. |

## Чулне способности фетуса
Користећи модерне технике мерења и снимања, истраживачи су почели да стварају детаљну слику о развоју сензорних капацитета људског фетуса.  Ове информације суштинске су за одређивање начина на које средина утиче на фетус. 

### Покрет
Вестибуларни систем средњег уха, који контролише осећај равнотеже, почиње да функционише код људског фетуса око 4 месеца након зачећа, и потпуно је зрео при рођењу. Ово рано сазревање значи да је фетус способан да осети промене у положају мајке док плута унутар, течношћу испуњене, амнионове кесе.

### Вид
Анатомске студије показују да се систем за вид само делимично развија током пренаталног периода. Мало се засигурно зна о обиму визуелног искуства фетуса. Међутим, бебе рођене 7 месеци након зачећа, показују промене у обрасцима можданих таласа када се упери светло, што указује да могу бити способне да реагују на светло још у утроби. Мекферлан указује да, крајем трудноће, фетус постаје способан да види светло које продире кроз стомачни зид мајке. Он упоређује визуелно искуство фетуса са сјајем који се види када се дланом покрије батеријска лампа.

### Слух
Материца је бучно место. Студије у којима је мали микрофон убациван у материцу у близини главе фетуса, откривају да је просечни ниво звука око 75 децибела, што је, отприлике, једнако нивоу који доживљавамо када се возимо у колима. У ову позадинску буку изнова се укључује звук проласка ваздуха кроз мајчин стомак, и скоро сваке секунде, још интензивнији звук откуцаја мајчиног срца.
Пошто су звуци спољашњег света пригушени проласком кроз мајчино тело и амнионску течност, нејасне звуке је тешко разликовати од нормалне позадинске буке у материци. Међутим, мајке некада говоре о повећаној активности фетуса када слушају музику или када се залупе врата, и истраживања показују да су у праву. Гримвејд и његове колеге, код 14 трудних жена, причврстили су генератор звука за стомак, заједно са сензором који ће мерити реакције фетуса када се звук огласи. Мајке су носиле слушалице на којима је пуштана константна музика, да би се спречило да чују или осете високо-фреквентне звуке генератора на њиховим стомацима. Експериментатори су установили да се активност фетуса повећавала неколико секунди након пуштања звука, потврђујући чињеницу да фетус директно опажа звук.

## Одрживост
Вијабилност фетуса се односи на тачку у развоју фетуса у којој фетус може преживети ван материце. Доња граница одрживости је приближно 5+3⁄4 месеца гестацијске старости и обично је касније.
Не постоји оштра граница развоја, старости или тежине на којој фетус аутоматски постаје одржив. Према подацима од 2003. до 2005. године, стопе преживљавања су 20–35% за бебе рођене у 23 недеље гестације (5+3⁄4 месеца); 50–70% на 24–25 недеља (6 – 6+1⁄4 месеца); и >90% у 26–27 недеља (6+1⁄2 – 6+3⁄4 месеци) и више. Ретко је да беба тешка мање од 0,50 кг преживи.
Када се такве превремено рођене бебе роде, главни узроци смртности су то што респираторни и централни нервни систем нису потпуно диференцирани. Ако им се пружи стручна постнатална нега, неке превремено рођене бебе тежине мање од 0,50 кг могу преживети и називају се изузетно ниском порођајном тежином или незрелом одојчади.
Превремени порођај је најчешћи узрок смртности новорођенчади, узрокујући скоро 30 процената неонаталних смрти. Са стопом појављивања од 5% до 18% свих порођаја, такође је чешћи од постзрелог порођаја, који се јавља у 3% до 12% трудноћа.